# La Roquette-sur-Siagne
Pour les articles homonymes, voir La Roquette.
La Roquette-sur-Siagne est une commune française située dans le département des Alpes-Maritimes en région Provence-Alpes-Côte d'Azur. Ses habitants sont appelés les Roquettans.

## Géographie

### Localisation
La Roquette-sur-Siagne limitrophe de Cannes, se trouve à 9 km de Grasse et à 15 km de la technopole de Sophia Antipolis.

### Géologie et relief
Le village est situé sur une colline, entre mer et montagne, à douze kilomètres de Cannes sur la route de Grasse, avec le fleuve côtier Siagne en contrebas. Il offre un vaste panorama de Théoule-sur-Mer jusqu'à la baie de Cannes. Le quartier « Saint-Jean » s’est développé sur les contreforts de la vallée de la Siagne, avec une urbanisation aujourd’hui plus vaste que le village lui-même.

### Sismicité
La commune se trouve dans une zone de sismicité modérée.

### Hydrographie et les eaux souterraines
Cours d'eau sur la commune ou à son aval :
- fleuve côtier la Siagne,
- Le canal du Béal, construit au XVe siècle par les moines de Lérins[3].

### Climat
Pour des articles plus généraux, voir Climat de Provence-Alpes-Côte d'Azur et Climat des Alpes-Maritimes.
En 2010, le climat de la commune est de type climat méditerranéen franc, selon une étude du Centre national de la recherche scientifique s'appuyant sur une série de données couvrant la période 1971-2000. En 2020, Météo-France publie une typologie des climats de la France métropolitaine dans laquelle la commune est exposée à un climat méditerranéen et est dans la région climatique  Var, Alpes-Maritimes, caractérisée par une pluviométrie abondante en automne et en hiver (250 à 300 mm en automne), un très bon ensoleillement en été (fraction d’insolation > 75 %), un hiver doux (8 °C) et peu de brouillards. 
Pour la période 1971-2000, la température annuelle moyenne est de 15,6 °C, avec une amplitude thermique annuelle de 14,9 °C. Le cumul annuel moyen de précipitations est de 894 mm, avec 6,6 jours de précipitations en janvier et 1,9 jours en juillet. Pour la période 1991-2020, la température moyenne annuelle observée sur la station météorologique de Météo-France la plus proche, « Pegomas », sur la commune de Pégomas à 3 km à vol d'oiseau, est de 16,1 °C et le cumul annuel moyen de précipitations est de 983,2 mm. 
La température maximale relevée sur cette station est de 40,4 °C, atteinte le 19 juillet 2023 ; la température minimale est de −4,4 °C, atteinte le 17 janvier 2017,,. 
| Mois                                  | jan.          | fév.          | mars        | avril         | mai           | juin          | jui.          | août          | sep.          | oct.          | nov.          | déc.          | année     |
| ------------------------------------- | ------------- | ------------- | ----------- | ------------- | ------------- | ------------- | ------------- | ------------- | ------------- | ------------- | ------------- | ------------- | --------- |
| Température minimale moyenne (°C)     | 4,4           | 4,2           | 6,4         | 9,3           | 12            | 16,2          | 18,8          | 18,8          | 15,8          | 12,4          | 8,5           | 5,4           | 11        |
| Température moyenne (°C)              | 9             | 9             | 11,5        | 14,3          | 17,2          | 21,6          | 24,5          | 24,7          | 21,5          | 17,3          | 12,9          | 10            | 16,1      |
| Température maximale moyenne (°C)     | 13,6          | 13,9          | 16,6        | 19,3          | 22,4          | 27            | 30,3          | 30,6          | 27,2          | 22,2          | 17,3          | 14,5          | 21,2      |
| Record de froid (°C) date du record   | −4,4 17.01.17 | −4,1 11.02.12 | −1 01.03.18 | 1,1 02.04.22  | 5,4 03.05.17  | 9,2 01.06.13  | 12,9 21.07.11 | 13,4 18.08.14 | 8,3 27.09.20  | 2,1 29.10.12  | −3 27.11.10   | −2 18.12.10   | −4,4 2017 |
| Record de chaleur (°C) date du record | 23 04.01.18   | 22,2 10.02.20 | 28 31.03.15 | 27,5 25.04.23 | 32,9 27.05.22 | 38,6 25.06.17 | 40,4 19.07.23 | 38,7 06.08.17 | 34,2 15.09.22 | 30,3 14.10.23 | 28,2 14.11.23 | 23,6 11.12.23 | 40,4 2023 |
| Précipitations (mm)                   | 76,2          | 83,1          | 96,7        | 77,4          | 59,5          | 52,4          | 25,3          | 20,6          | 51,4          | 147,3         | 190           | 103,3         | 983,2     |

| Diagramme climatique                                  |             |             |             |            |            |              |              |              |               |            |              |
| J                                                     | F           | M           | A           | M          | J          | J            | A            | S            | O             | N          | D            |
| 13,64,476,2                                           | 13,94,283,1 | 16,66,496,7 | 19,39,377,4 | 22,41259,5 | 2716,252,4 | 30,318,825,3 | 30,618,820,6 | 27,215,851,4 | 22,212,4147,3 | 17,38,5190 | 14,55,4103,3 |
| Moyennes : • Temp. maxi et mini °C • Précipitation mm |             |             |             |            |            |              |              |              |               |            |              |

Les paramètres climatiques de la commune ont été estimés pour le milieu du siècle (2041-2070) selon différents scénarios d'émission de gaz à effet de serre à partir des nouvelles projections climatiques de référence DRIAS-2020. Ils sont consultables sur un site dédié publié par Météo-France en novembre 2022.

### Voies de communications et transports

#### Voies routières
Accessible par les départementales D6185 et D409, depuis Cannes.

#### Transports en commun
- Transport en Provence-Alpes-Côte d'Azur

La Roquette-sur-Siagne est desservie par les réseaux Lignes d'Azur et Sillages.

#### Lignes SNCF
- Gare de Cannes.

| Pégomas, Mouans-Sartoux       | Mouans-Sartoux         | Mougins |
| Pégomas                       | La Roquette-sur-Siagne | Mougins |
| Pégomas, Mandelieu-la-Napoule | Cannes                 | Mougins |

## Histoire
C'est en 1026 qu'apparaît sur différents documents des moines de Lérins le terme de "Castrum Roquetta". Ce castrum est donné à l’abbaye par Aldebert, évêque d’Antibes. En 1109 Pierre Ismidon, seigneur du lieu, donne la « terre de Saint-Georges » à l’abbaye et s’y fait moine. Cette terre est nommée ainsi du fait de l’ancienne chapelle dédiée à Saint Georges. Entièrement détruite aujourd’hui, elle était située dans un quartier près de la Siagne, aujourd’hui appelé « Saint-Georges-le-Vieux ». Ce hameau était le lieu autrefois de criées annuelles et de dévotions célèbres.
En 1144, les moines construisent un prieuré ainsi que plusieurs fermes qu’ils louent à des paysans, premiers habitants sédentaires du village. Progressivement, l’abbaye de Lérins acquiert toutes les terres environnantes et, au XIIIe siècle, La Roquette est entièrement sous sa dépendance. Cependant, très vite, pillages, destructions et épidémies se succèdent. La Chapelle et le hameau avoisinant sont alors détruits en 1390 par les soldats du comte de Provence. Les habitants se réfugient alors à Cannes et se retrouvent cependant pour le pèlerinage annuel du 23 avril, fête de la Saint-Georges. Ils continuent uniquement à cultiver les terres, car l’insalubrité de la plaine de la Siagne les repousse.
Situé sur des terres pauvres et boisées, mais sur un point culminant, le village actuel a été fondé au XVIIe siècle par des habitants qui fuyaient les brumes insalubres de la vallée de la Siagne, mais aussi les épidémies et les pirates. Il est aujourd'hui un endroit assez pittoresque où la vie s'articule autour de la place Jose-Thomas où se trouve l'église, La Poste et les commerces.

## Héraldique
| Blason de La Roquette-sur-Siagne | Blason  | Taillé : au 1er d’azur à trois cyprès de sinople mouvant de la ligne de partition, accompagnés en chef d’un oiseau essorant d’argent, au 2e d’argent à la champagne d’azur, au cyprès de sinople brochant, à la cotice en barre d’argent brochant sur la partition. |
| Blason de La Roquette-sur-Siagne | Détails | Le statut officiel du blason reste à déterminer. |

## Politique et administration

### Liste des maires
À la suite de la démission de Catherine Giacomini, une élection municipale partielle eut lieu les 19 et 26 octobre 2003, amenant à la victoire de la liste « Reconstruire La Roquette » conduite par Victor Daon.

### Budget et fiscalité 2016
En 2016, le budget de la commune était constitué ainsi :
- total des produits de fonctionnement : 6 288 000 €, soit 1 148 € par habitant ;
- total des charges de fonctionnement : 5 832 000 €, soit 1 065 € par habitant ;
- total des ressources d'investissement : 1 738 000 €, soit 317 € par habitant ;
- total des emplois d'investissement : 1 545 000 €, soit 282 € par habitant ;
- endettement : 5 545 000 €, soit 1 013 € par habitant.

Avec les taux de fiscalité suivants :
- taxe d'habitation : 19,60 % ;
- taxe foncière sur les propriétés bâties : 22,10 % ;
- taxe foncière sur les propriétés non bâties : 49,40 % ;
- taxe additionnelle à la taxe foncière sur les propriétés non bâties : 0,00 % ;
- cotisation foncière des entreprises : 0,00 %.

Chiffres clés Revenus et pauvreté des ménages en 2015 : médiane en 2015 du revenu disponible, par unité de consommation : 24 116 €.

### Intercommunalité
Commune membre de la Communauté d'agglomération du Pays de Grasse.

## Urbanisme

### Typologie
Au 1er janvier 2024, La Roquette-sur-Siagne est catégorisée ceinture urbaine, selon la nouvelle grille communale de densité à 7 niveaux définie par l'Insee en 2022.
Elle appartient à l'unité urbaine de Nice, une agglomération intra-départementale dont elle est une commune de la banlieue,. Par ailleurs la commune fait partie de l'aire d'attraction de Cannes - Antibes, dont elle est une commune de la couronne,. Cette aire, qui regroupe 24 communes, est catégorisée dans les aires de 200 000 à moins de 700 000 habitants,.

### Occupation des sols
L'occupation des sols de la commune, telle qu'elle ressort de la base de données européenne d’occupation biophysique des sols Corine Land Cover (CLC), est marquée par l'importance des territoires artificialisés (49,6 % en 2018), en augmentation par rapport à 1990 (42,3 %). La répartition détaillée en 2018 est la suivante : 
zones urbanisées (44,1 %), forêts (30,7 %), zones agricoles hétérogènes (14,1 %), cultures permanentes (5,1 %), zones industrielles ou commerciales et réseaux de communication (4,9 %), espaces verts artificialisés, non agricoles (0,7 %), terres arables (0,5 %).
L'évolution de l’occupation des sols de la commune et de ses infrastructures peut être observée sur les différentes représentations cartographiques du territoire : la carte de Cassini (XVIIIe siècle), la carte d'état-major (1820-1866) et les cartes ou photos aériennes de l'IGN pour la période actuelle (1950 à aujourd'hui).

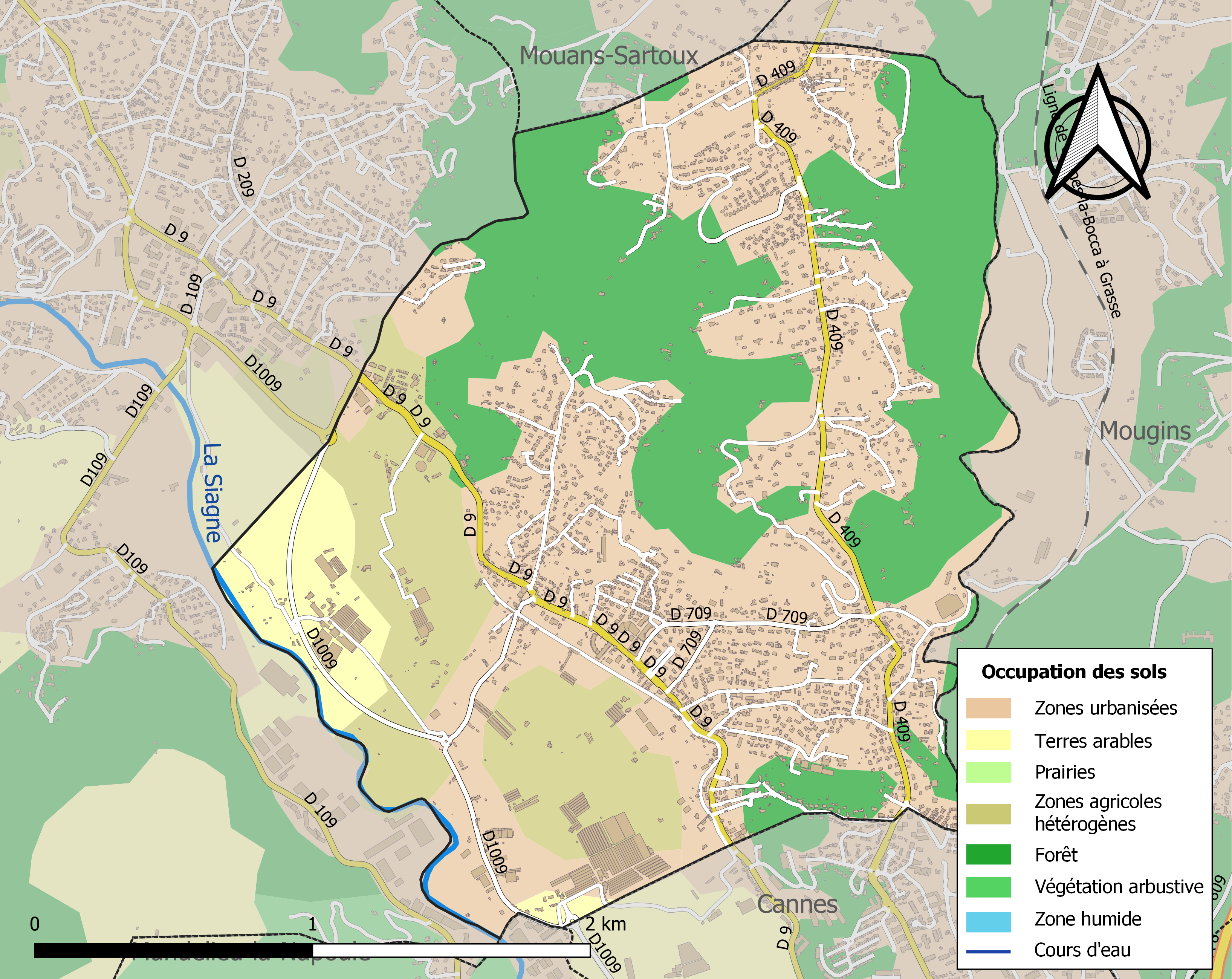
Carte de l'occupation des sols de la commune en 2018 (CLC).

## Population et société

### Démographie

#### Pyramide des âges
L'évolution du nombre d'habitants est connue à travers les recensements de la population effectués dans la commune depuis 1793. Pour les communes de moins de 10 000 habitants, une enquête de recensement portant sur toute la population est réalisée tous les cinq ans, les populations de référence des années intermédiaires étant quant à elles estimées par interpolation ou extrapolation. Pour la commune, le premier recensement exhaustif entrant dans le cadre du nouveau dispositif a été réalisé en 2008.

En 2022, la commune comptait 5 552 habitants, en évolution de +2,95 % par rapport à 2016 (Alpes-Maritimes : +2,85 %, France hors Mayotte : +2,11 %).
| 1793 | 1800 | 1806 | 1821 | 1831 | 1836 | 1841 | 1846 | 1851 |
| ---- | ---- | ---- | ---- | ---- | ---- | ---- | ---- | ---- |
| 209  | 224  | 254  | 277  | 314  | 307  | 293  | 311  | 308  |

| 1856 | 1861 | 1866 | 1872 | 1876 | 1881 | 1886 | 1891 | 1896 |
| ---- | ---- | ---- | ---- | ---- | ---- | ---- | ---- | ---- |
| 277  | 286  | 292  | 293  | 276  | 266  | 360  | 327  | 374  |

| 1901 | 1906 | 1911 | 1921 | 1926 | 1931 | 1936 | 1946 | 1954  |
| ---- | ---- | ---- | ---- | ---- | ---- | ---- | ---- | ----- |
| 348  | 391  | 431  | 412  | 523  | 772  | 796  | 786  | 1 055 |

| 1962  | 1968  | 1975  | 1982  | 1990  | 1999  | 2006  | 2008  | 2013  |
| ----- | ----- | ----- | ----- | ----- | ----- | ----- | ----- | ----- |
| 1 241 | 1 670 | 2 006 | 2 554 | 3 642 | 4 445 | 4 865 | 4 976 | 5 381 |

| 2018  | 2022  | - | - | - | - | - | - | - |
| ----- | ----- | - | - | - | - | - | - | - |
| 5 387 | 5 552 | - | - | - | - | - | - | - |

### Enseignement
Établissements d'enseignements :
- Écoles maternelles et primaires[30],
- Collèges à cannes, Mandelieu-la-Napoule,
- Lycées à Cannes.

### Santé
Professionnels et établissements de santé :
- Médecins,
- Pharmacies,
- Hôpitaux à Pégomas.

### Cultes
- Culte catholique, Paroisse Saint-Vincent-de-Lérins, Diocèse de Nice[32].

## Économie

### Entreprises et commerces

#### Agriculture
L'économie était basée autrefois sur la culture des fleurs et des oliviers, activités progressivement abandonnées avec l'urbanisation galopante de la commune.

#### Tourisme
- Chambres d'hôtes[33],
- Restaurants,
- Camping [34].

#### Commerces et services
L'économie est aujourd'hui orientée plutôt vers le commerce, les services et la construction.
La commune comptait 669 établissements actifs au 31/12/2012, avec plus de la moitié dans le secteur du commerce, des services et des transports et près  d'une entreprise sur 5 dans le secteur de la construction.

## Lieux et monuments
- L'Église Saint-Georges située sur la place José Thomas[35].
- La Chapelle Saint-Jean[36].
- L'Église Saint-François-de-Sales (1760) dans le quartier Saint-Jean[37].
- Four à pain communal[38].
- Le monument aux morts[39],[40],[41].

## Personnalités liées à la commune
- René Prath (1881 - 1961) est un peintre et illustrateur ayant vécu et étant décédé à La-Roquette-Sur-Siagne.
- Dora Stroeva (Dora Hélène Conception Wooldridge dite, 1889 - 1979), chanteuse et compositrice ayant vécu à la Roquette-sur-Siagne de la fin des années 1940 à sa mort en 1979. Elle a été enterré dans le cimetière de la commune et repose aujourd’hui dans l’ossuaire de ce dernier (n86).
- Nelly Kaplan (1931 - 2020), écrivaine et cinéaste française ; sépulture à La Roquette-sur-Siagne.
- Morgan Amalfitano (1985 -  ), joueur de football né à Nice et évoluant dans l'équipe de Lille OSC.
- Vincent Koziello (1995 -  ) est un joueur de football évoluant dans l'équipe de France espoir et au Paris FC, en L2.